# Lois Gibson
Lois Gibson est une dessinatrice de portraits-robots née aux États-Unis. Elle doit sa notoriété au grand nombre de criminels qu'elle a permis d'arrêter. Lois est en effet capable de réaliser des portraits-robots très ressemblants d'agresseurs.

## Biographie
Née vers 1950, elle a fait ses études à l'université du Texas à Austin dont elle sort diplômée d'un Bachelor of Fine Arts puis a suivi les cours de portrait-robot de l'Académie du FBI.
C'est en raison de son viol à 21 ans à Los Angeles par un tueur en série, à la suite duquel elle a vécu une expérience de mort imminente, qu'elle a développé son don pour la création des portraits-robots de criminels. Bien décidée à mettre ses capacités au service des victimes, elle insiste pendant près de sept ans auprès de la police de Houston avant d'être finalement embauchée en 1989. Au début de l'année 2007, ses portraits-robots étaient directement à l'origine de l'identification et de l'arrestation de 1 069 criminels sur environ 3 000 cas qui lui avaient été soumis, soit un taux de réussite d'environ 30 %. Elle a reçu de nombreuses récompenses et est enregistrée dans le Guinness des records 2017 comme étant la meilleure dessinatrice de portraits-robots au monde,. Lois explique que son don serait issu de ses qualités d'écoute et de son empathie particulière pour les victimes et leur vécu.
Elle enseigne maintenant son métier à l'Université Northwestern et a rédigé en 2006 Faces of Evil (les visages du Mal) avec Deanie Francis Mills. Lois vit actuellement à Houston au Texas avec son mari et ses deux enfants. Lors de son temps libre, elle aime peindre des paysages colorés et des portraits de sa famille.

## Œuvres
- (en) Faces of Evil, New Horizon Press, 1er janvier 2006.
- (en) Forensic Art Essentials: A Manual for Law Enforcement Artists, Academic Press, 7 décembre 2007[4].